# Nationaal park Mavrovo
Nationaal park Mavrovo (Macedonisch: Национален Парк Маврово/ Nacionalen Park Mavrovo) is een van de vier nationale parken in Noord-Macedonië. Het park werd opgericht in 1949 en beslaat een gebied van 730,88 vierkante kilometer. Het park grenst aan Nationaal park Šar Planina, het Albanase natuurpark Korab-Koritnik en het Kosovaarse Nationaal park Sharri. Het landschap bestaat uit bergen, bossen en het Mavrovo-meer. In het park leven verschillende diersoorten, waaronder bruine beer en Balkanlynx.

## Afbeeldingen

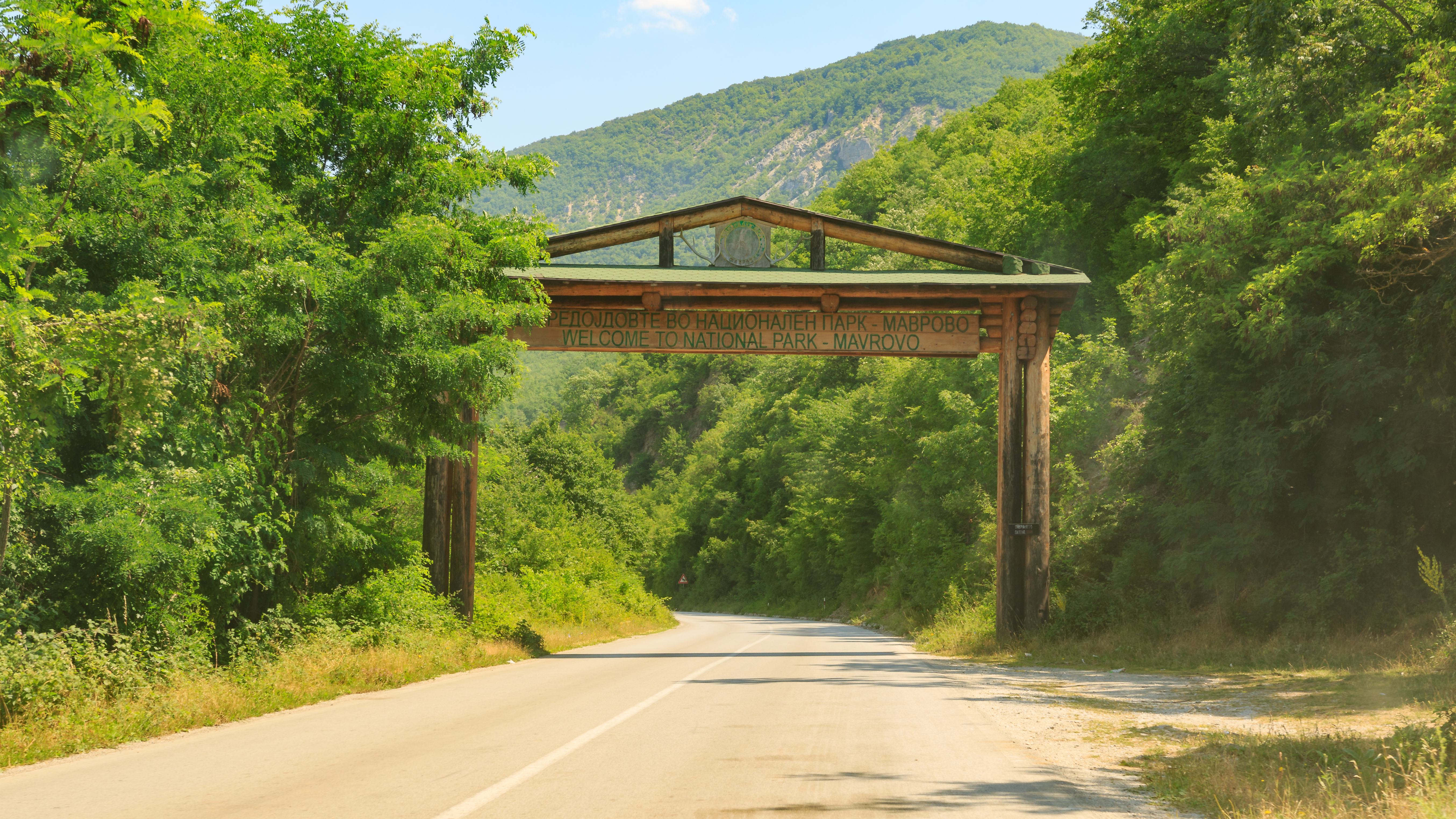
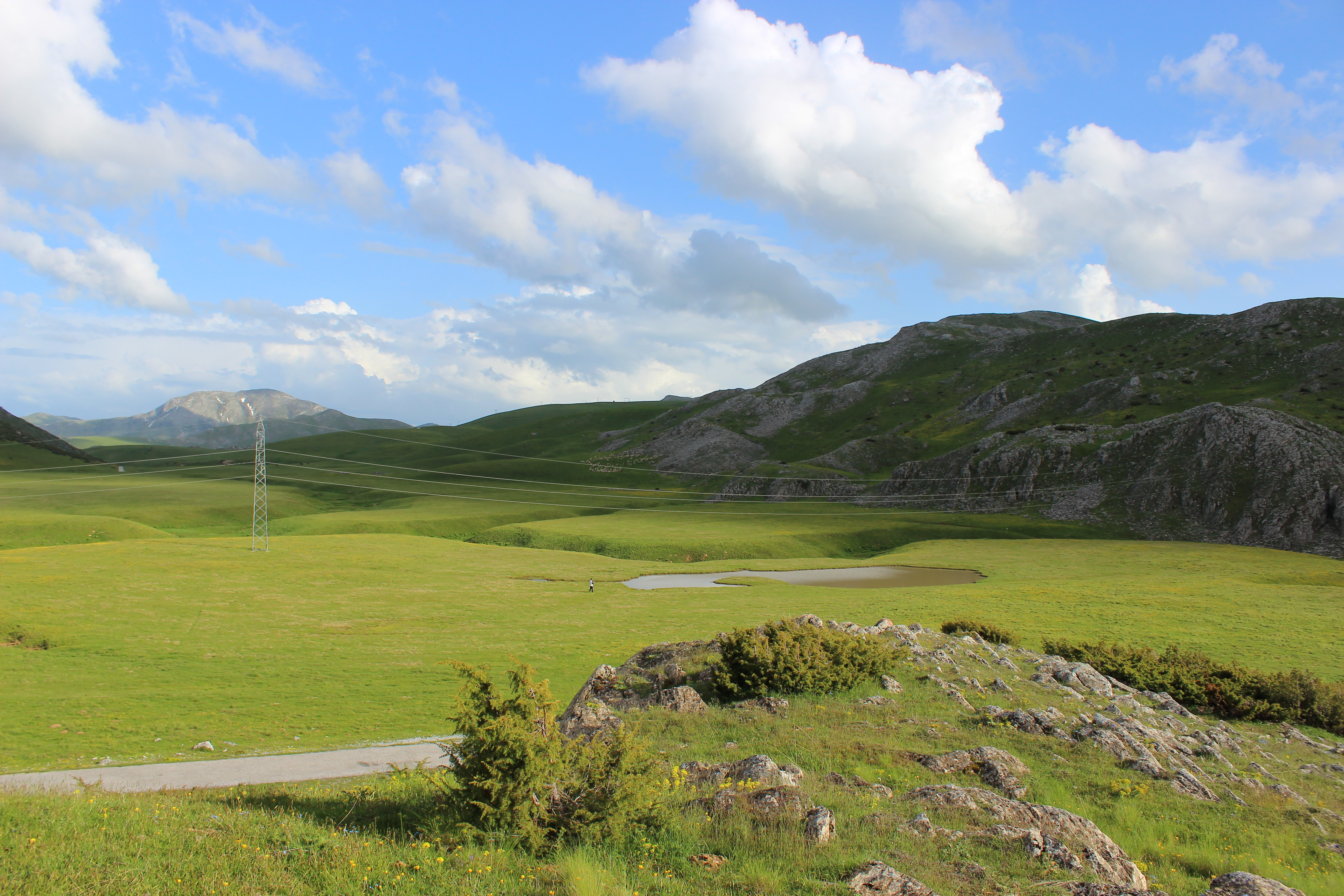
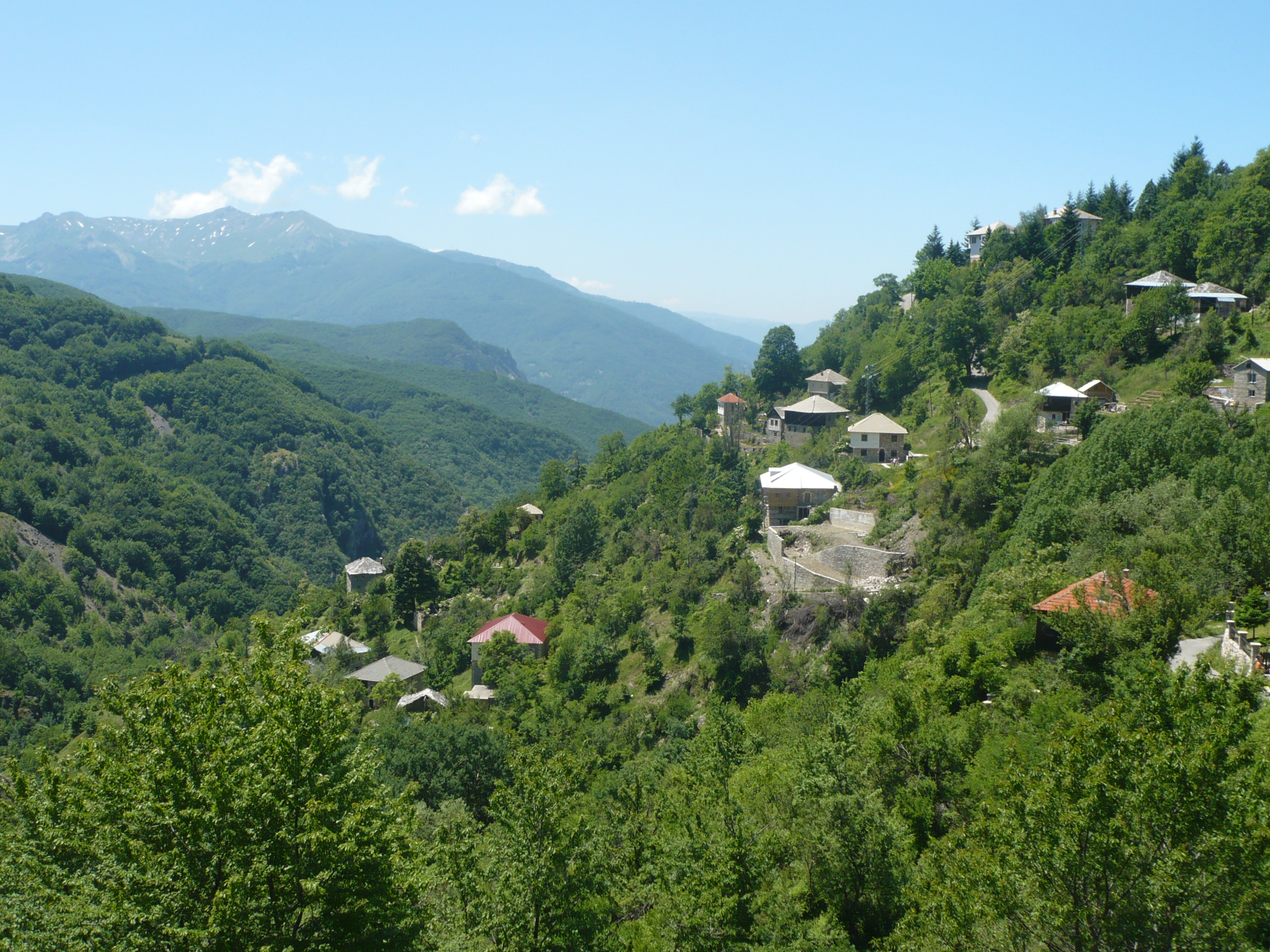
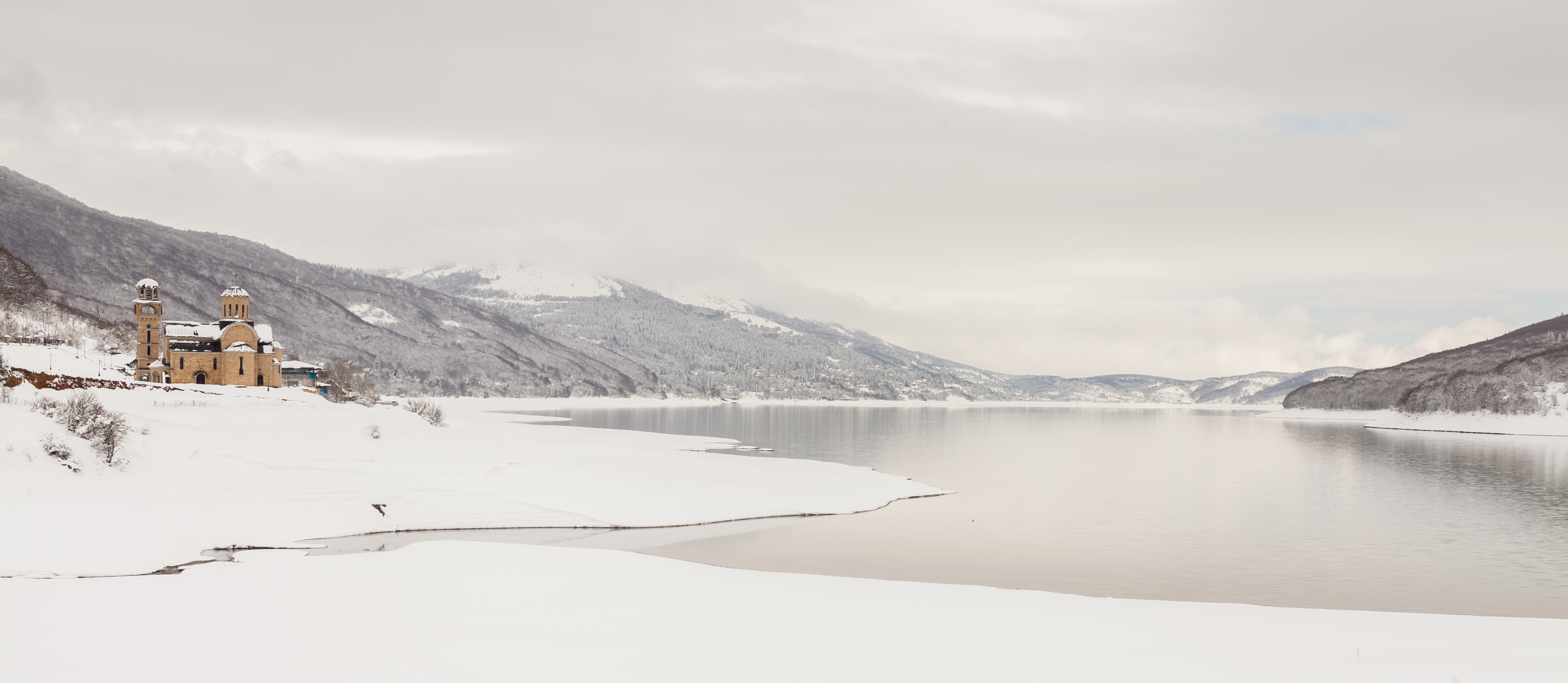
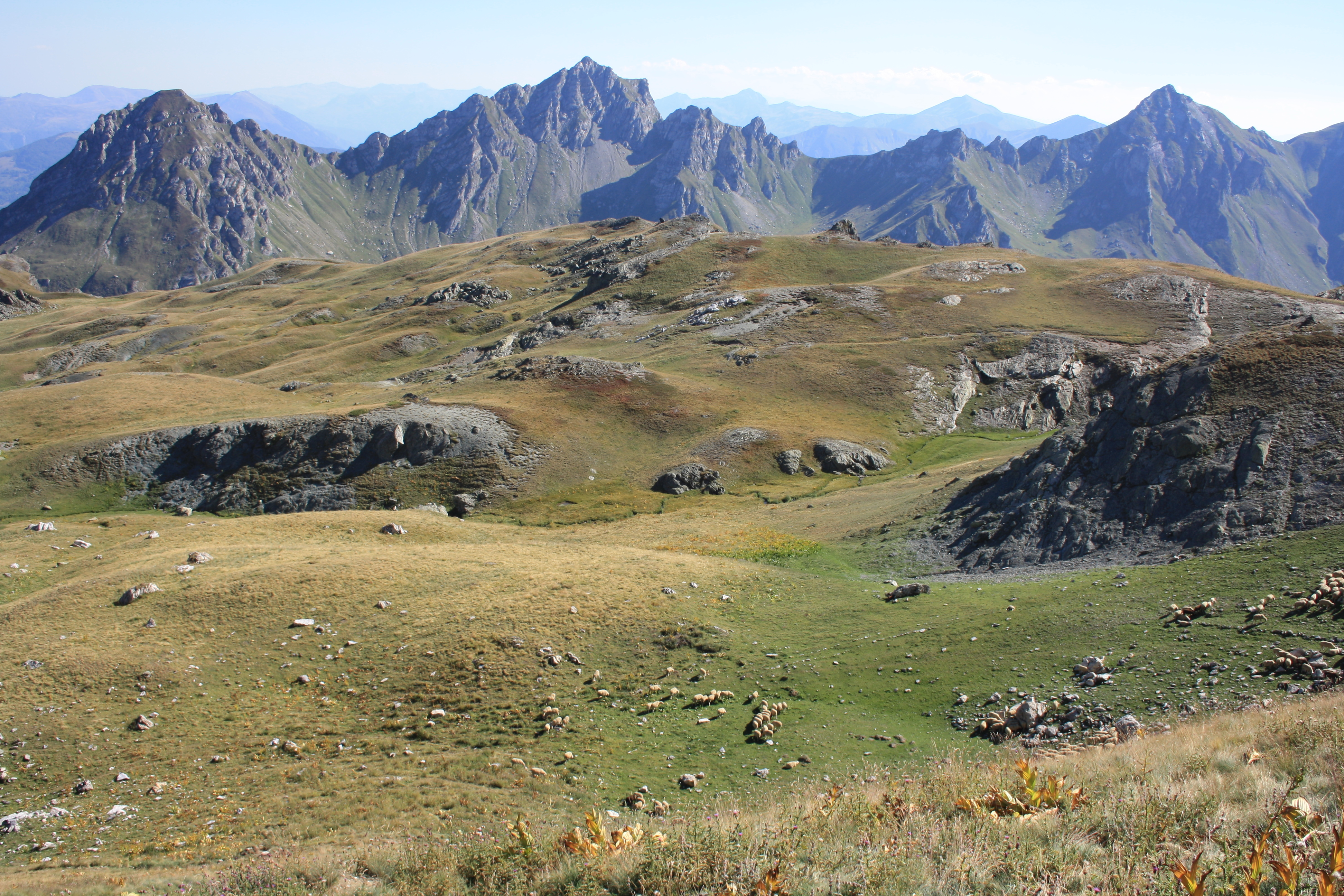
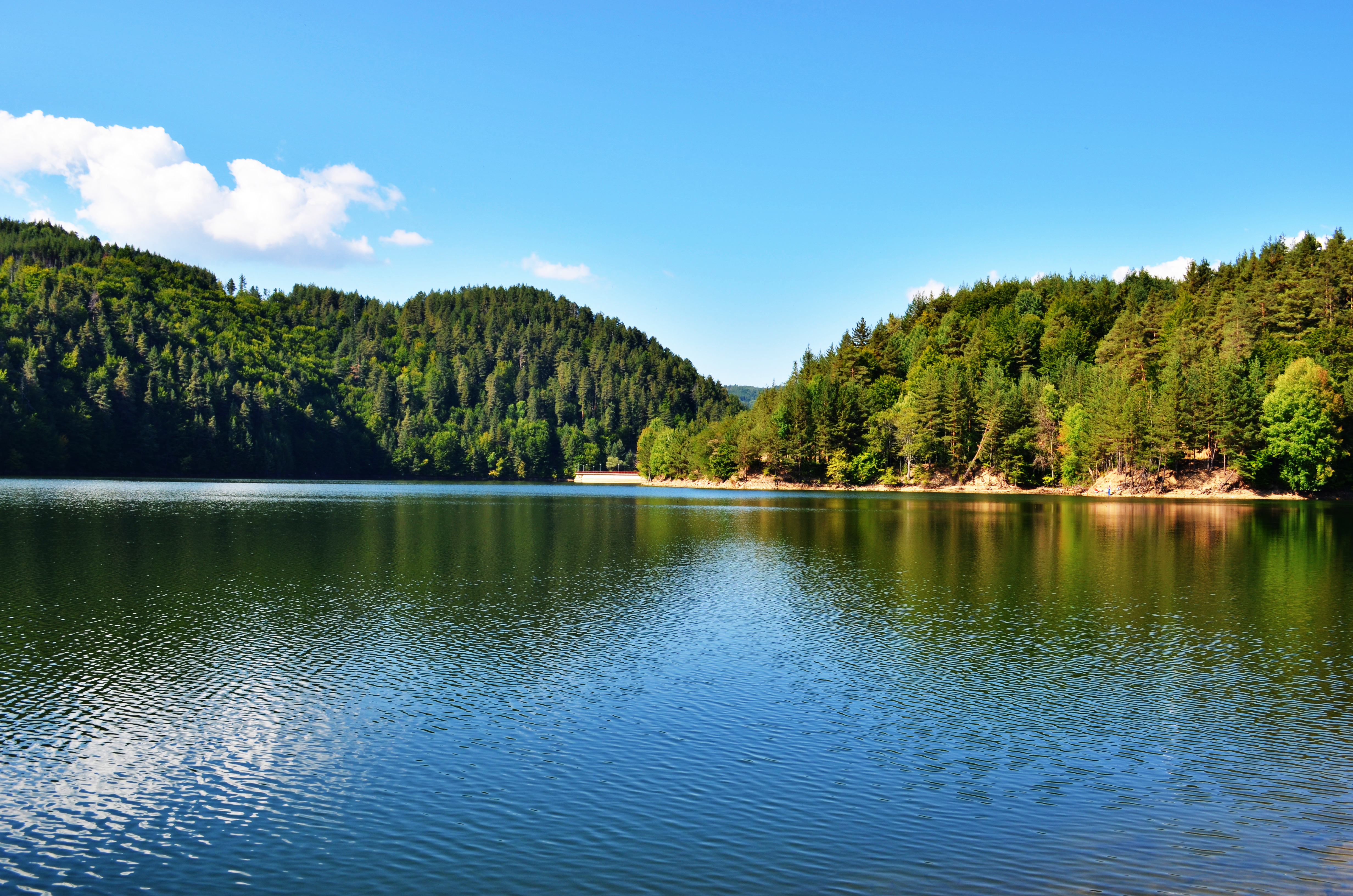
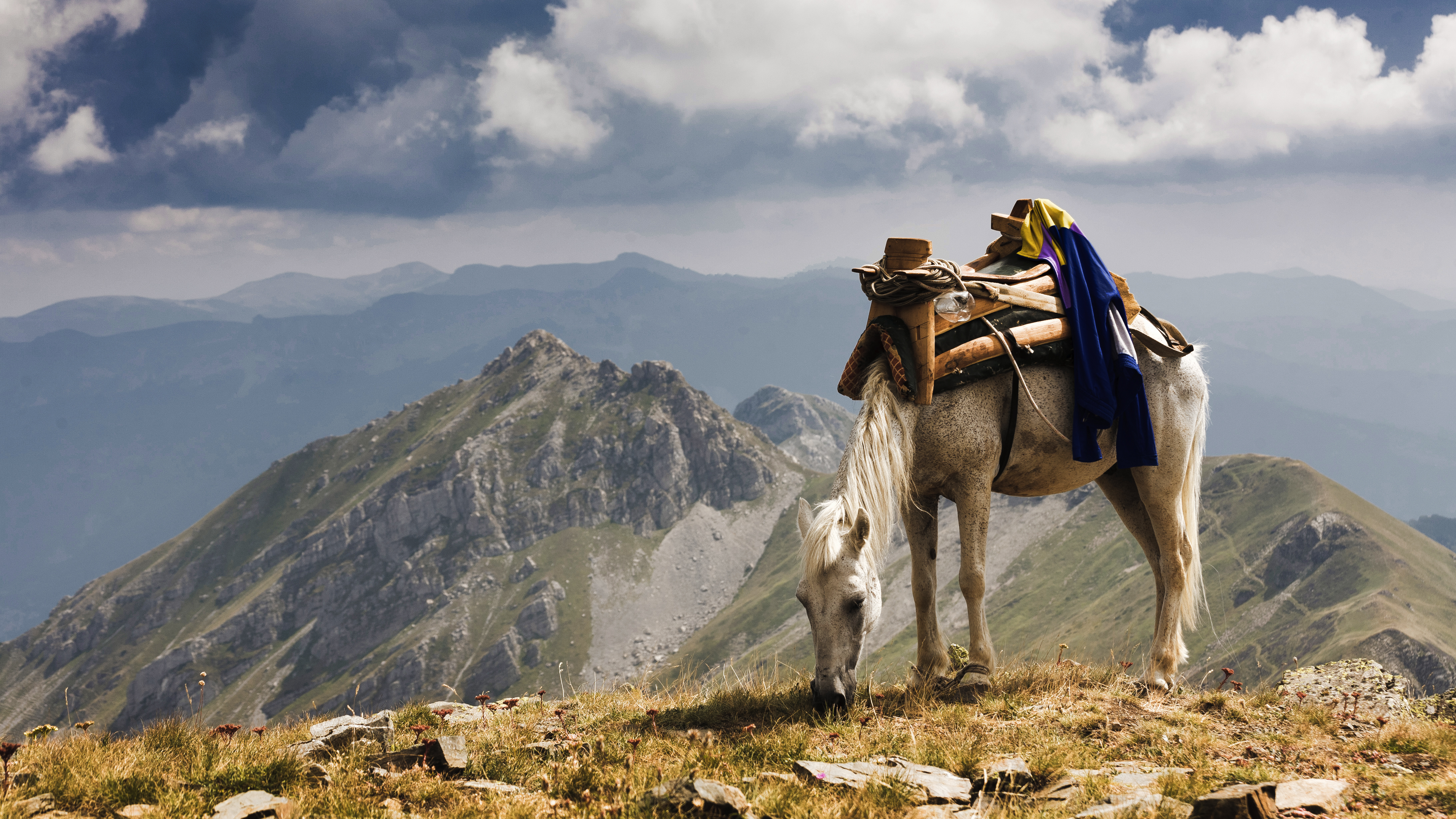
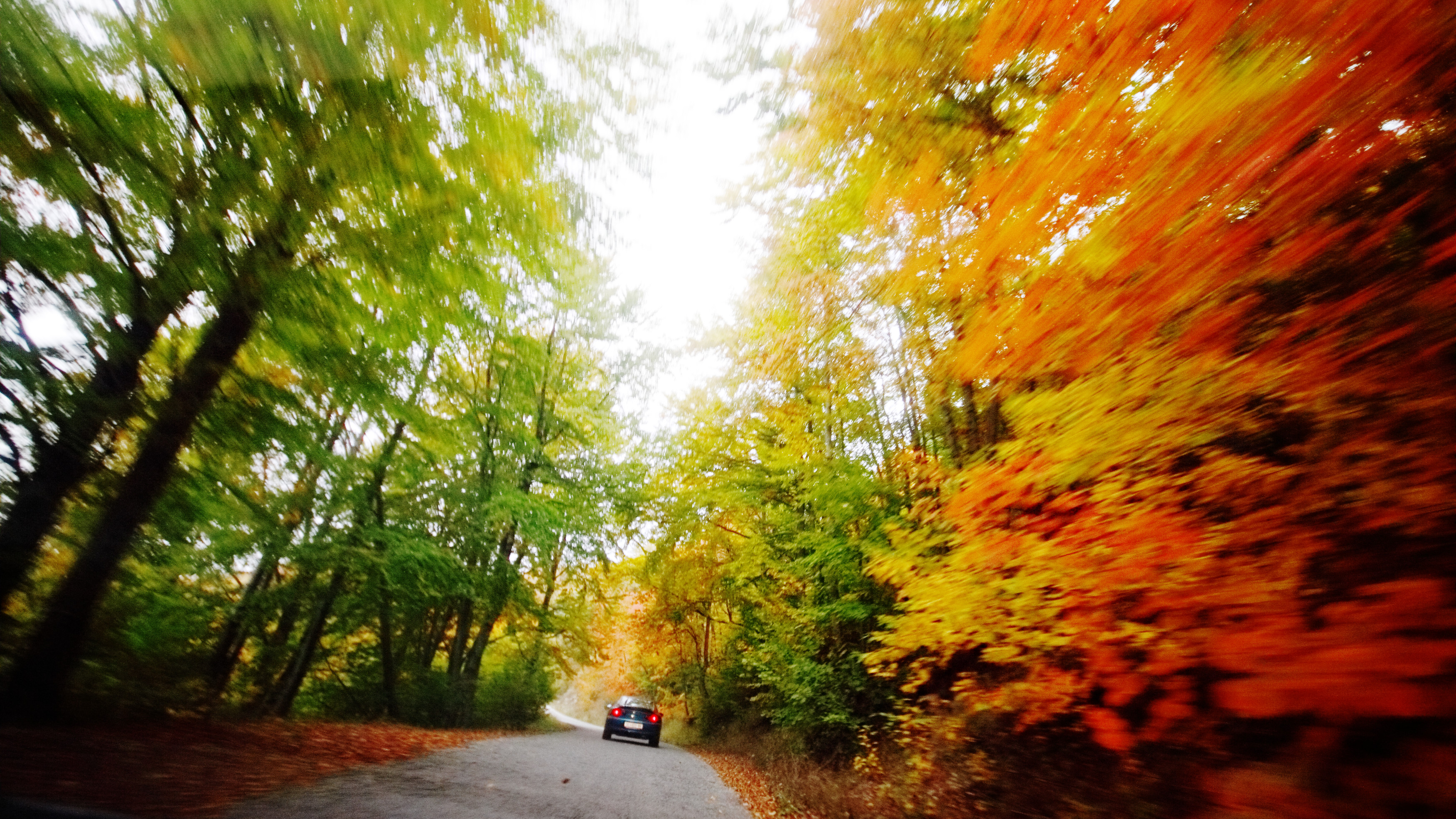
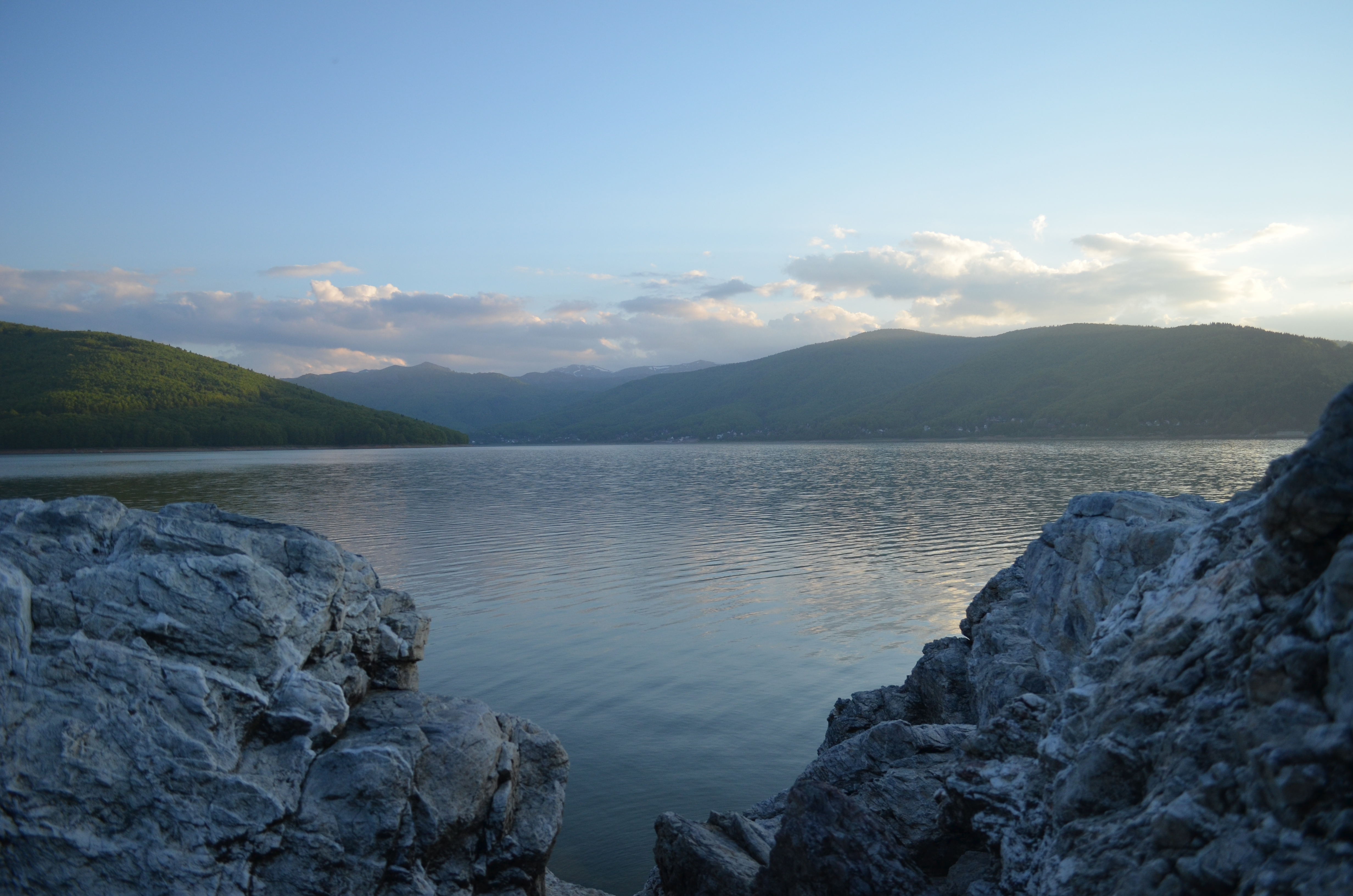
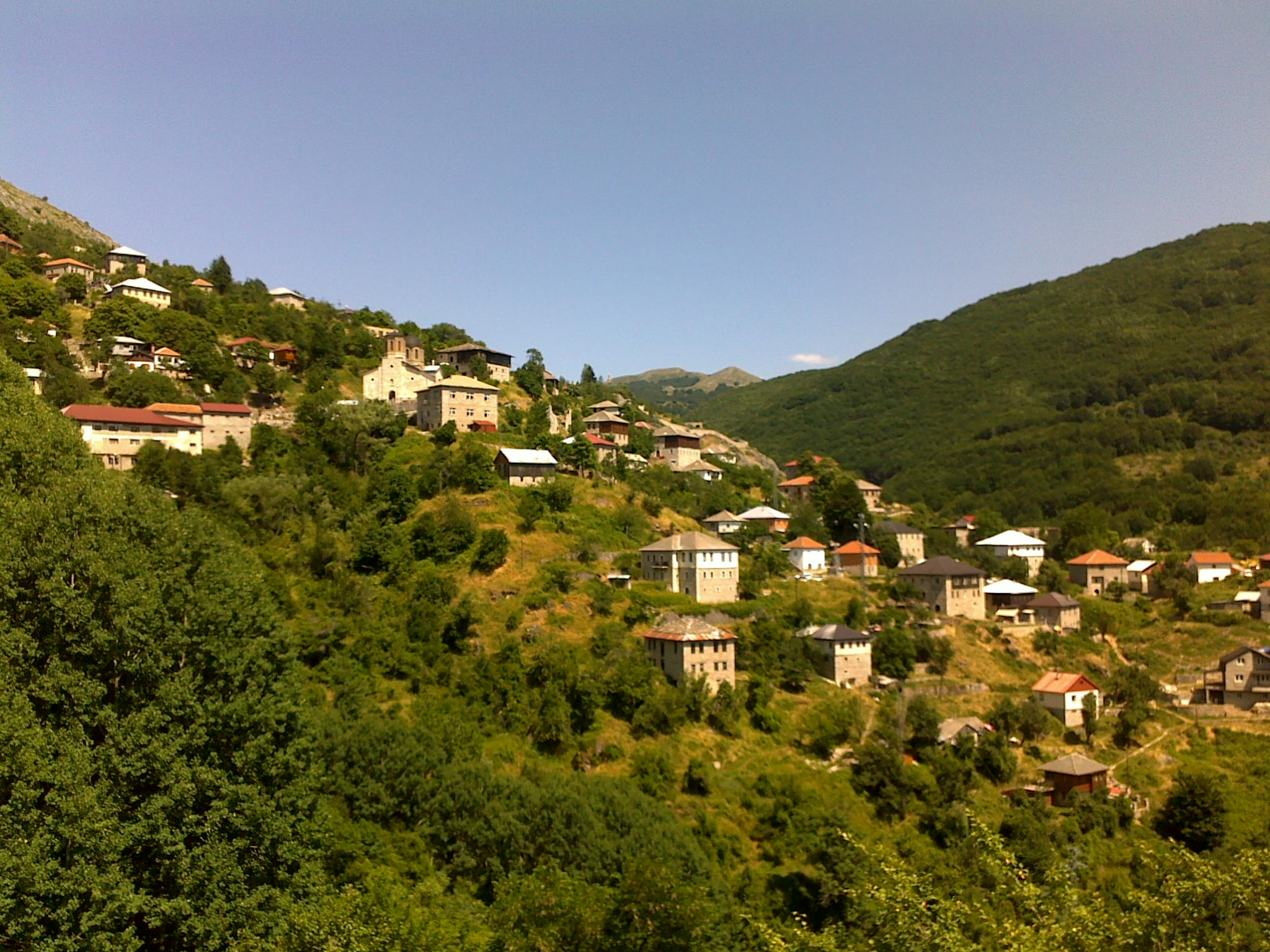
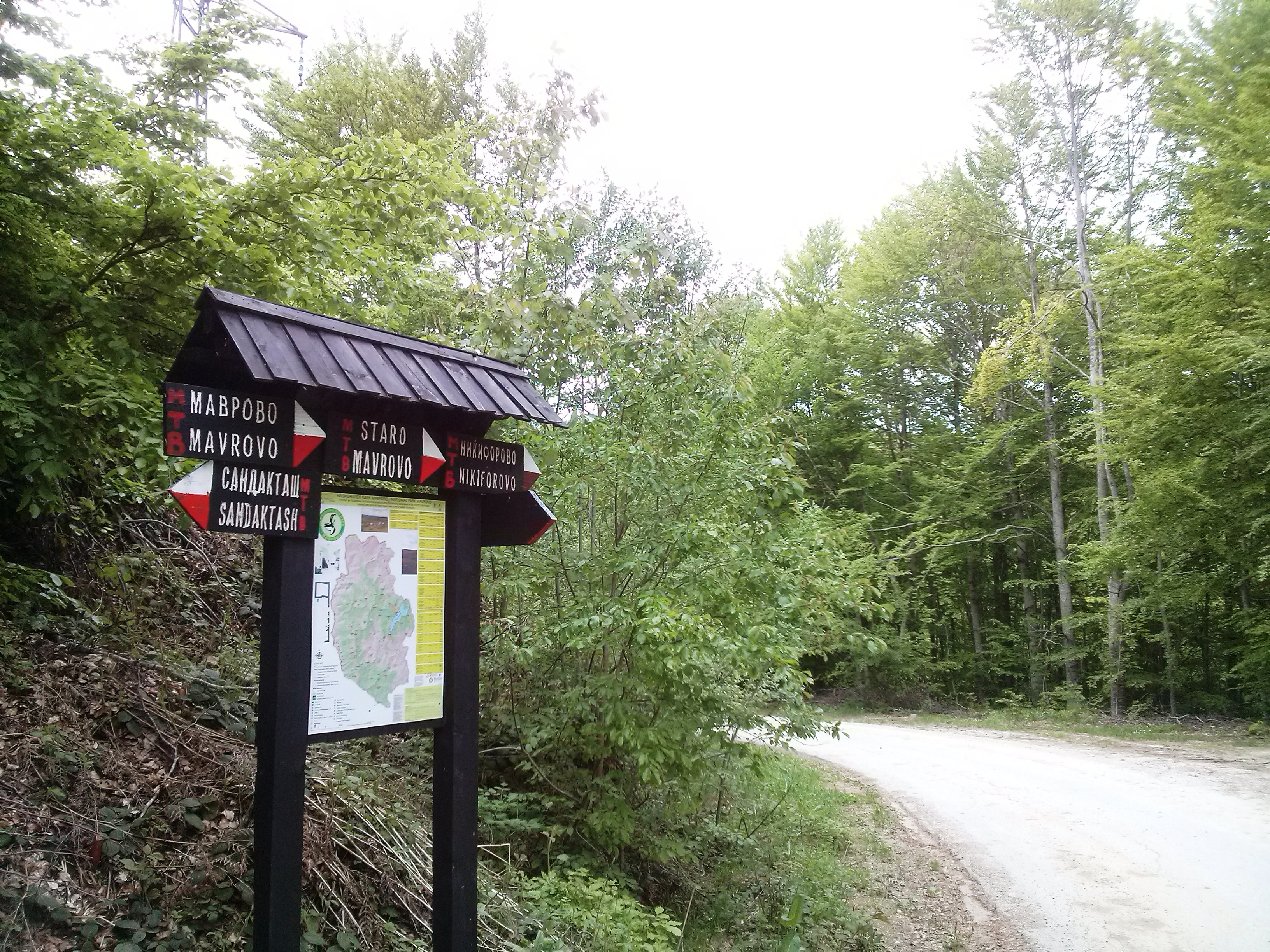
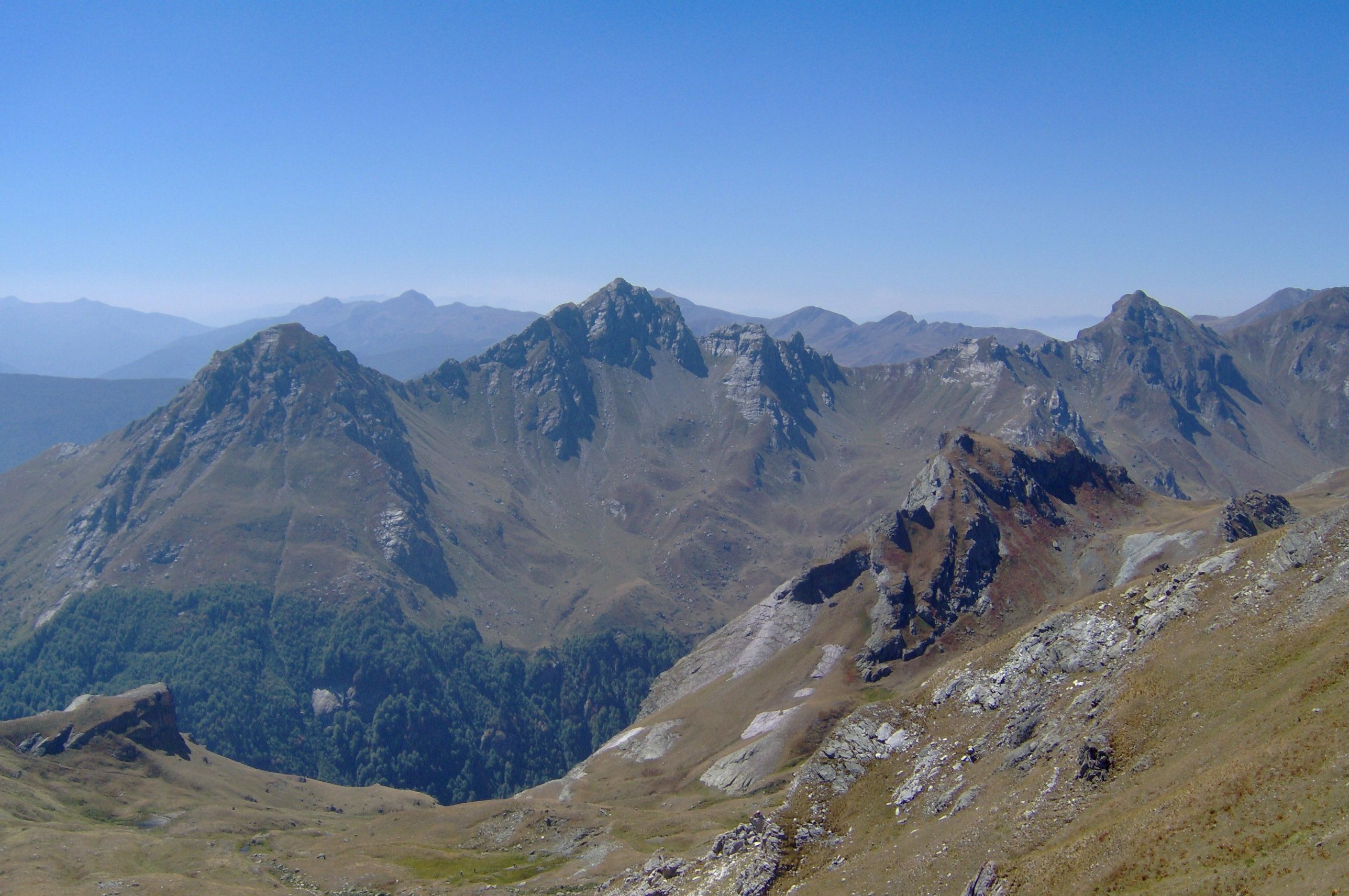